# المرأة في بيلاروسيا

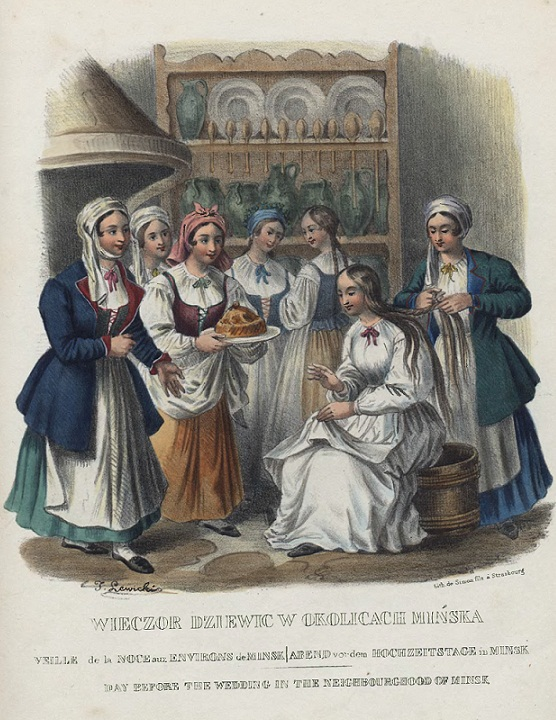
لوحة لمجموعة من النساء البيلاروسيات وهن يهيئن فتاة لليلة الزفاف سنة 1841.

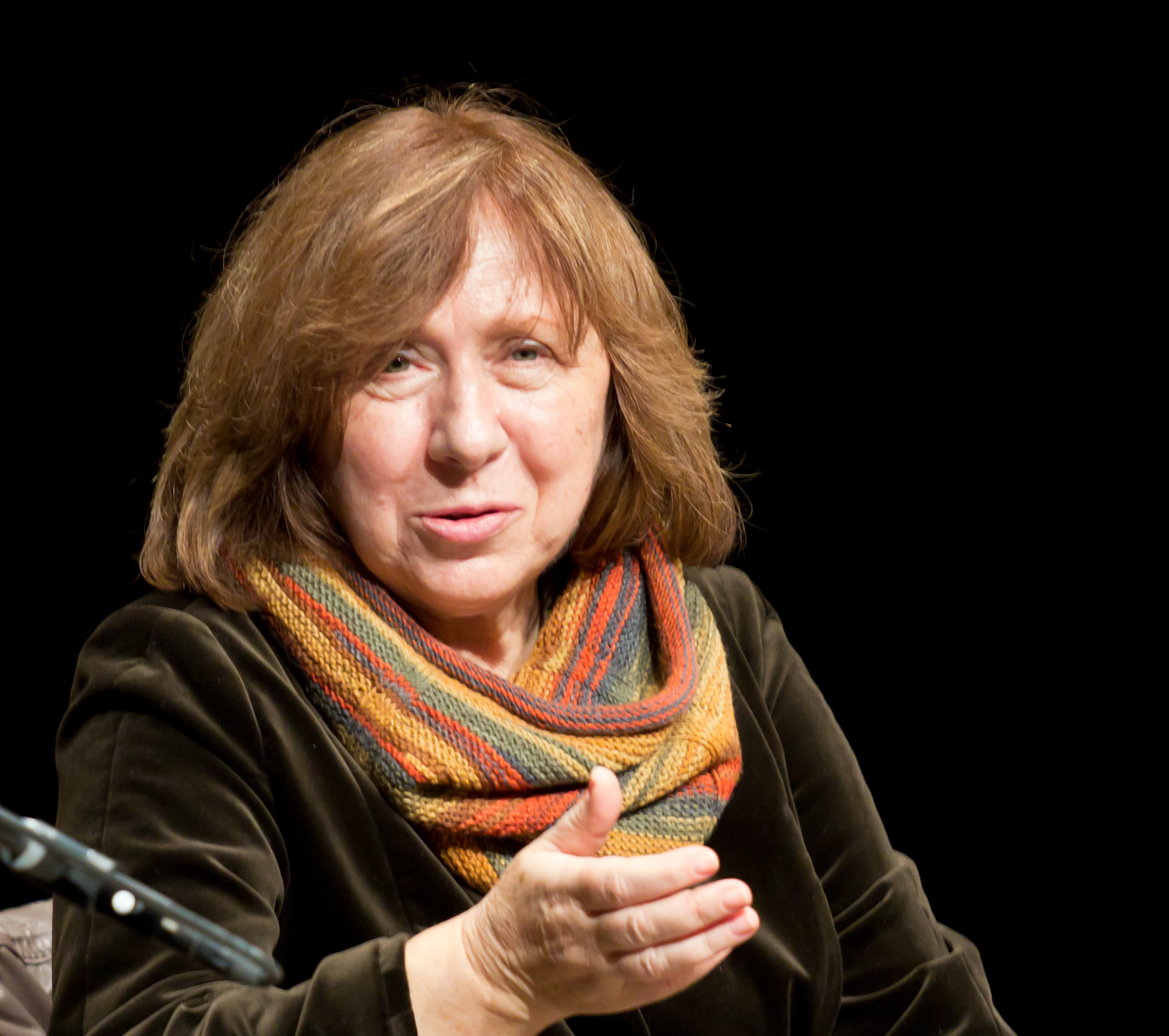
سفيتلانا أليكسييفيتش شخصية بيلاروسية نسوية بارزة حيث فازت بجائزة نوبل في الأدب 2015.

تطورت خصائص المرأة البيلاروسية في الوقت الحاضر حسب أحداث تاريخ بيلاروسيا حيث عرف القرن 16 أول اعتراف بالحقوق الخاصة بالنساء في بيلاروسيا، وهو واحد من أهم الوثائق الحقوقية التاريخية في روسيا البيضاء. تحتفل النساء في بيلاروسيا كباقي نساء العالم باليوم العالمي للمرأة سنويا في 8 مارس.

## الساكنة
سنة 2000، %53 من المجتمع البيلاروسي من النساء. حيث معدل أمد حياتهن هناك يصل إلى 74 سنة.

## الدور في المجتمع
دور المرأة في المجتمع البيلاروسي دور تقليدي حيت تهتم بأمور البيت والأطفال.

## منظمات المرأة
في 1991 بدأت الحركات النسوية في الظهور داخل المجتمع البيلاروسي، وتجمعت هذه الحركيات تحت لواء الاتحاد النسائي البيلاروسي.

## حقوق الجنس
المرأة المتزوجة في بيلاروسيا تصبح ذات شخصية منفردة حيت تصبح في حكم زوجها.